# عشبية حليزنية ذاتية التغذية
عشبية حليزنية ذاتية التغذية (الاسم العلمي: Herbaspirillum autotrophicum) هي نوع من البكتيريا، سلبية الغرام، تتبع جنس عشبية حليزنية.